# Adam Oehlenschläger
Adam Oehlenschläger   (Copenhaguen, 14 de novembre de 1779 - Copenhaguen, 20 de gener de 1850),nom complet Adam Gottlob Oehlenschläger, fou un poeta i escriptor nascut a Dinamarca. Va introduir el romanticisme en la literatura danesa.
Oehlenschläger començà provant sort com a actor. Va fracassar i es va decidir a estudiar dret, carrera que aviat va abandonar per dedicar-se a la literatura. La seva obra  La banya daurada  es considera l'inici del romanticisme en la literatura danesa.
En 1805 va emprendre un viatge per Europa. De les seves experiències van néixer sis poemes èpics. Al seu retorn a 1810 fou aclamat com el millor poeta danès i va rebre diversos premis.
En 1810 es va casar i va treballar durant vint anys fent classes a la Universitat de Copenhaguen. En 1829 va ser coronat com a "rei de la poesia nòrdica" a la catedral de Lund, Suècia.
La seva obra és molt extensa i abasta la poesia, el teatre i la prosa. Entre les seves obres cal destacar el drama  Axel i Valborg  de 1807 i els poemes Helge de 1814  la Saga de Hroar  de 1817 i Hrolf Krage de 1828. Les seves fonts d'inspiració van ser Goethe, Fichte i Friedrich Schelling. Ell mateix va servir d'inspiració a autors com Henrik Ibsen.
És l'autor de la cançó "Der er et yndigt land" ("Hi ha una bella terra") que s'ha convertit en l'himne nacional de Dinamarca.